# Самець (притока Нічлавки)
Саме́ць — струмок завдовжки 1,5 км і завширшки 2 м, який протікає в межах села Шманьківці, Чортківського району, Тернопільської області, впадає в річку Нічлавку. Зображений на карті фон Міга XVIII ст.
На берегах є чотири ставки і один водоспад, усі вони рукотворні.
Паралельно потічку тягнеться вулиця Стрілка.
Бере початок на західній околиці села, тече на південний схід, огинаючи населений пункт. Паралельно потічку тягнеться вулиця Стрілка. Перетинається вулицею Шевченка, впадає у Нічлавку неподалік від мосту.

## Легенда про потічок
Старожили розповідають таку легенду:  «Одного    разу    пан, який ймовірно жив у  цьому  селі,  проїжджав  бричкою,     запряженою     кіньми,  повз  нього,  та  несподівано  бричка  перекинулася в болото і він потонув».

## Галерея

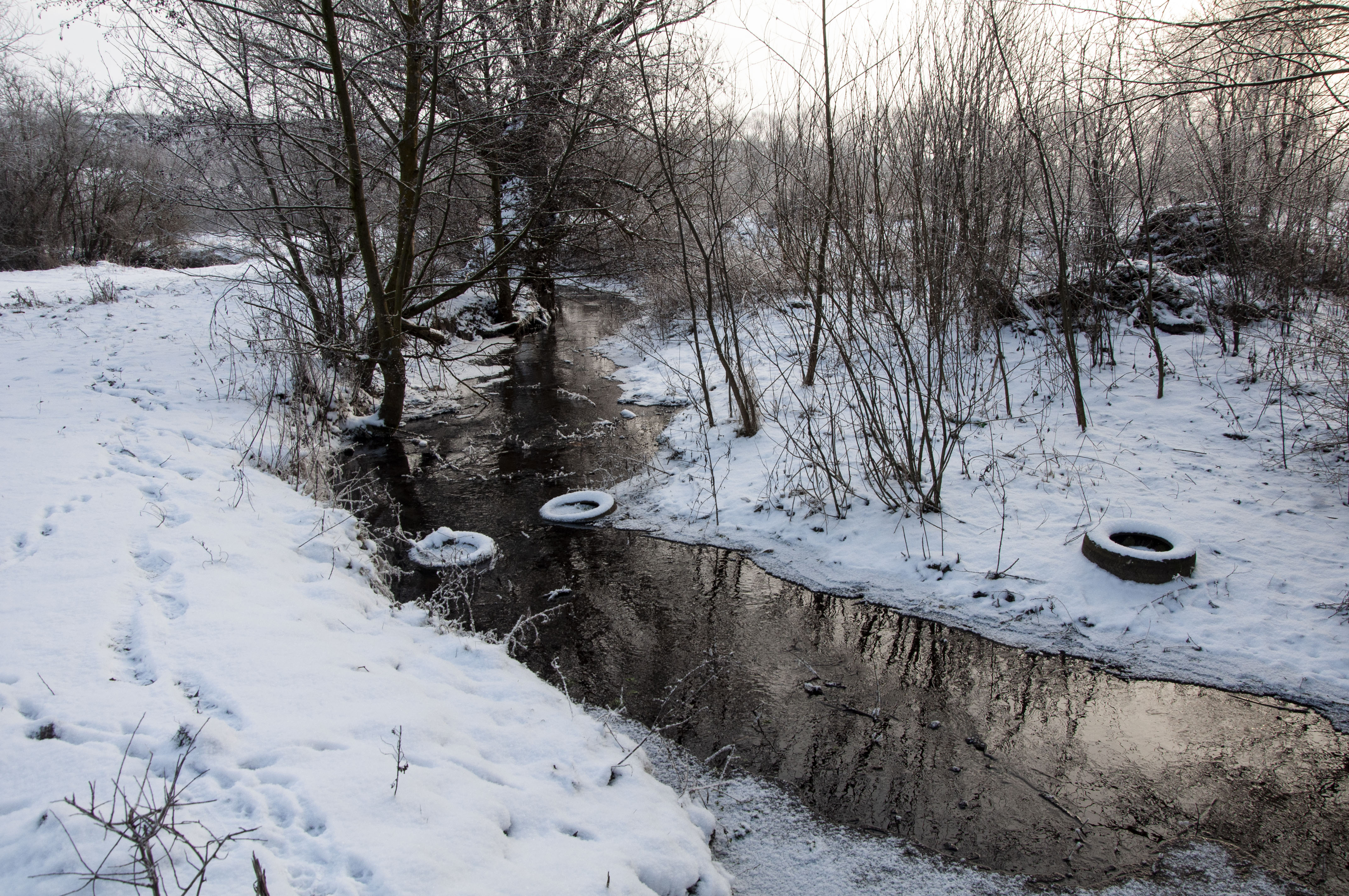
Самець взимку
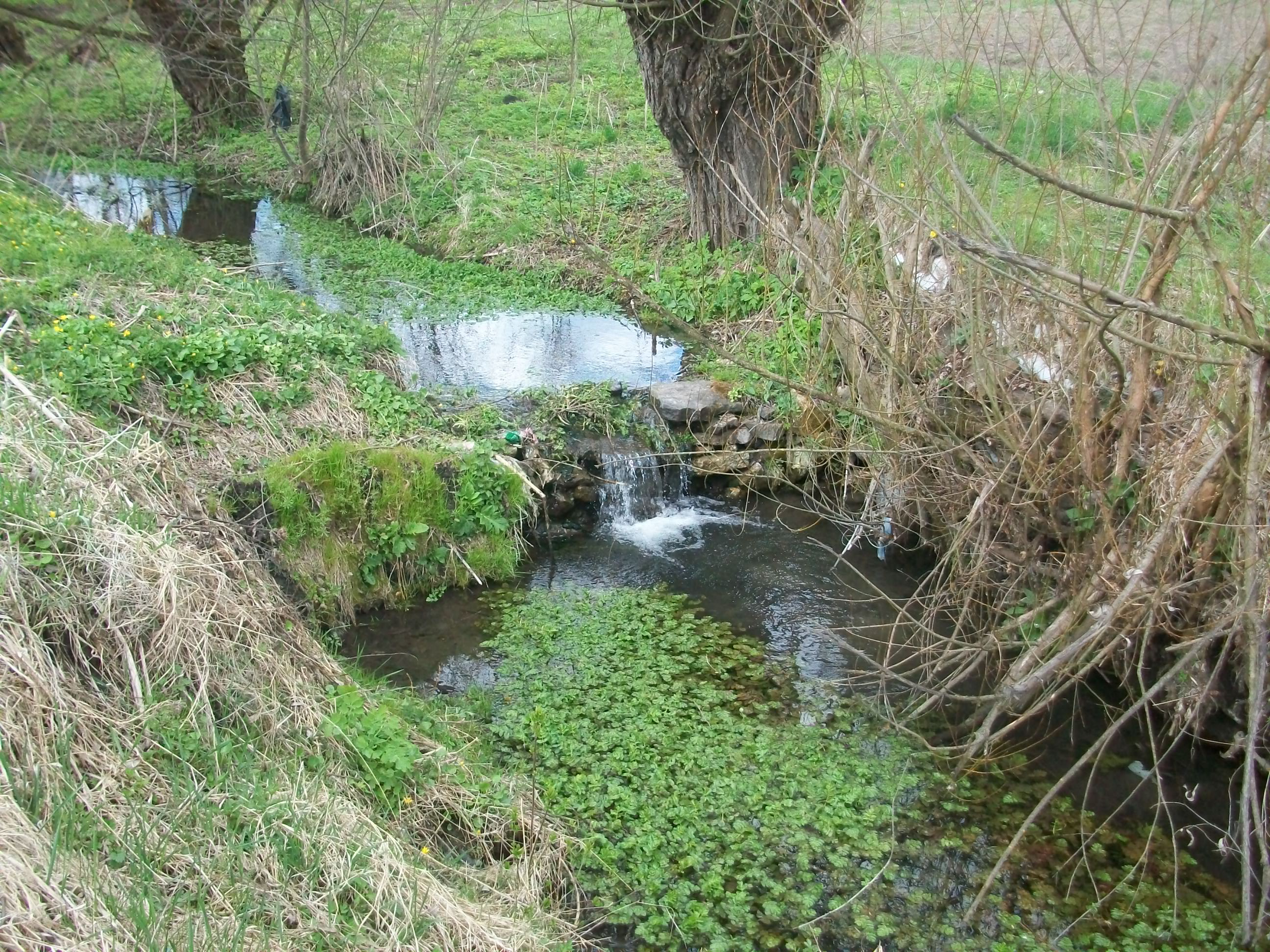
Водоспад
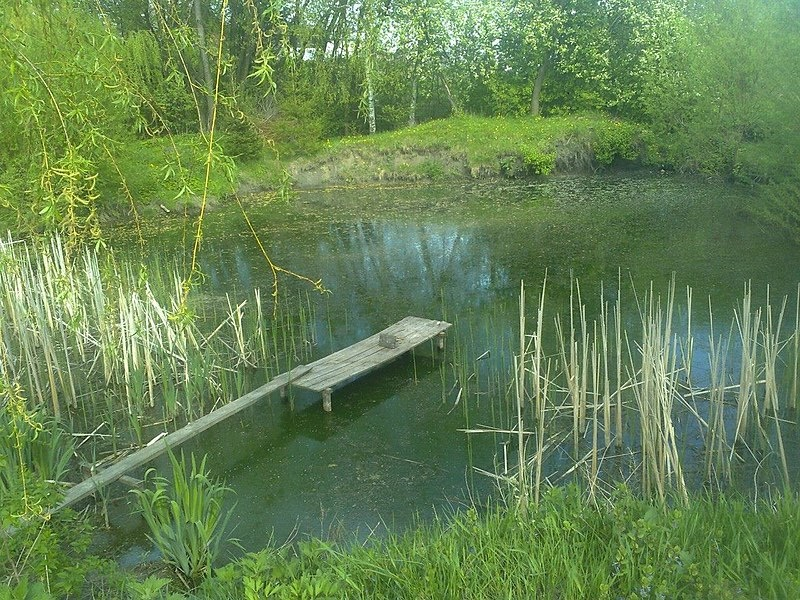
Ставок
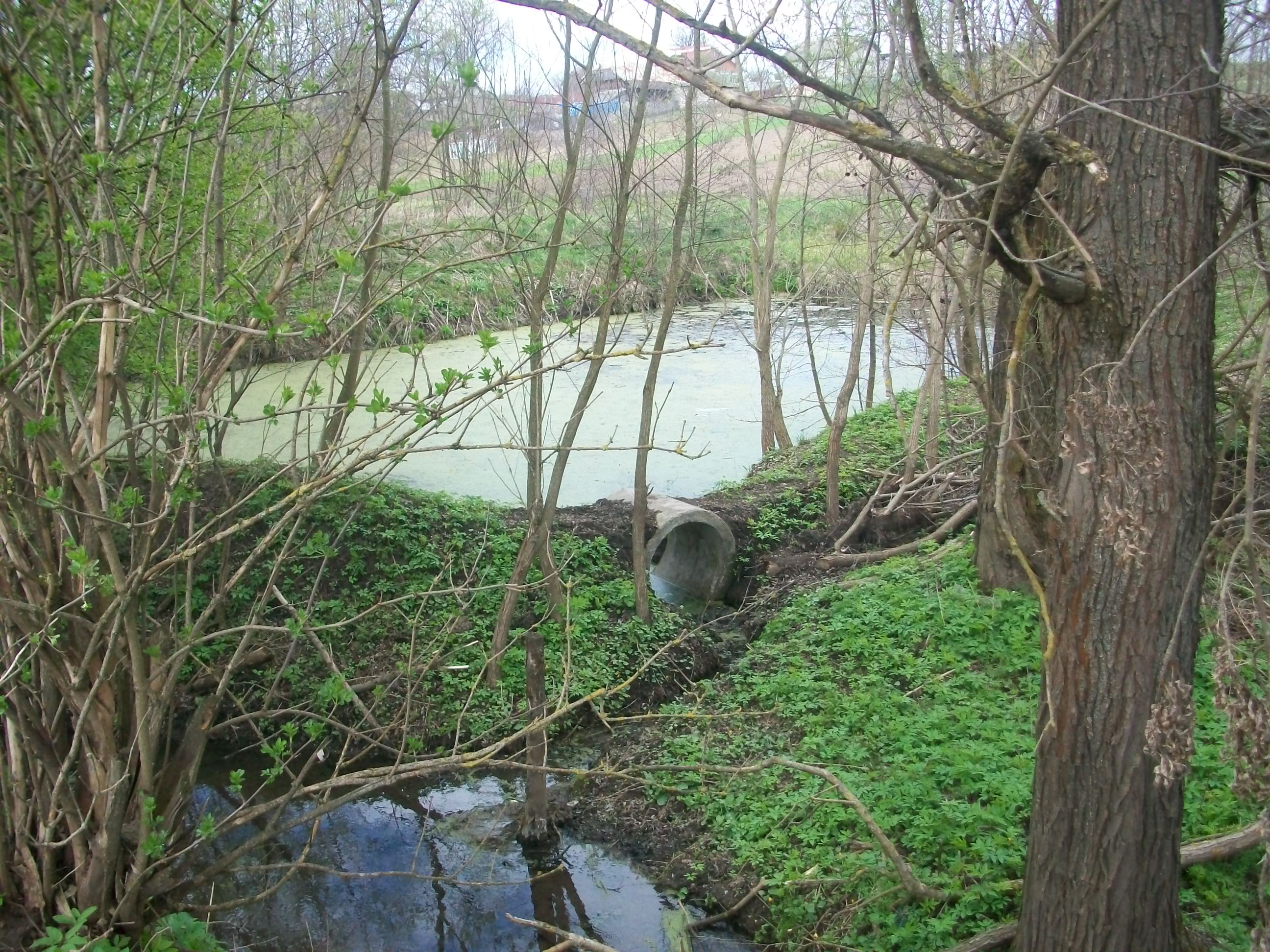
Ставок